# Crianza campestre
La crianza campestre (en inglés hacking) es un método de cría de animales para su introducción en la naturaleza que consiste en situar a inmaduros en nidos en semilibertad donde se les proporciona comida sin que vean a seres humanos. Una vez que abandonan el nido, reconocen esa zona como su propio hábitat en el cual se establecen. Es un método especialmente utilizado para aves, aunque también para algunos mamíferos.
Para comenzar el proceso de cría campestre, los pollos deben haber alcanzado una edad suficiente como para mantener por sí mismos la temperatura corporal, pero en la cual aún no sean capaces de volar.
Además, deben evitarse animales troquelados, teniendo que estar improntados con su propia especie. Para ello, pueden retirarse polluelos de sus padres biológicos a una edad adecuada. En el caso de que provengan de huevos incubados artificialmente, deberán ser alimentados con marionetas que simulen adultos de su especie.
Es una técnica muy utilizada para aves rapaces en proyectos de reintroducción. Sin embargo, no todas las especies son adecuadas para la cría campestre, únicamente aquellas cuyos pollos son capaces de alimentarse sin necesidad de adultos.